# Districte de Metarica
El districte de Metarica és un districte de Moçambic, situat a la província de Niassa. Té una superfície de 3.489 kilòmetres quadrats. En 2007 comptava amb una població de 29.439 habitants. Limita al nord amb el districte de Maúa, a l'oest amb el districte de Mandimba, al sud amb el districte de Cuamba i a l'est amb el districte de Malema de la província de Nampula.

## Divisió administrativa
El districte està dividit en dos postos administrativos (Metarica i Nacumua), compostos per les següents localitats:
- Posto Administrativo de Metarica:
  - Metarica
  - Namicunde
- Posto Administrativo de Nacumua:
  - Nacumua
  - Muhemele